# Strašov
Strašov (en allemand : Straschow) est une commune du district et de la région de Pardubice, en République tchèque. Sa population s'élevait à 362 habitants en 2024.

## Géographie
Strašov se trouve à 9 km au sud-est de Chlumec nad Cidlinou, à 20 km à l'ouest-nord-ouest de Pardubice, à 26 km au sud-ouest de Hradec Králové et à 78 km à l'est de Prague.
La commune est limitée par Újezd u Přelouče, Přepychy et Vápno au nord, par Sopřeč à l'est, par Semín au sud, et par Kladruby nad Labem au sud et à l'ouest.

## Histoire
La première mention écrite de la localité date de 1337.

## Galerie

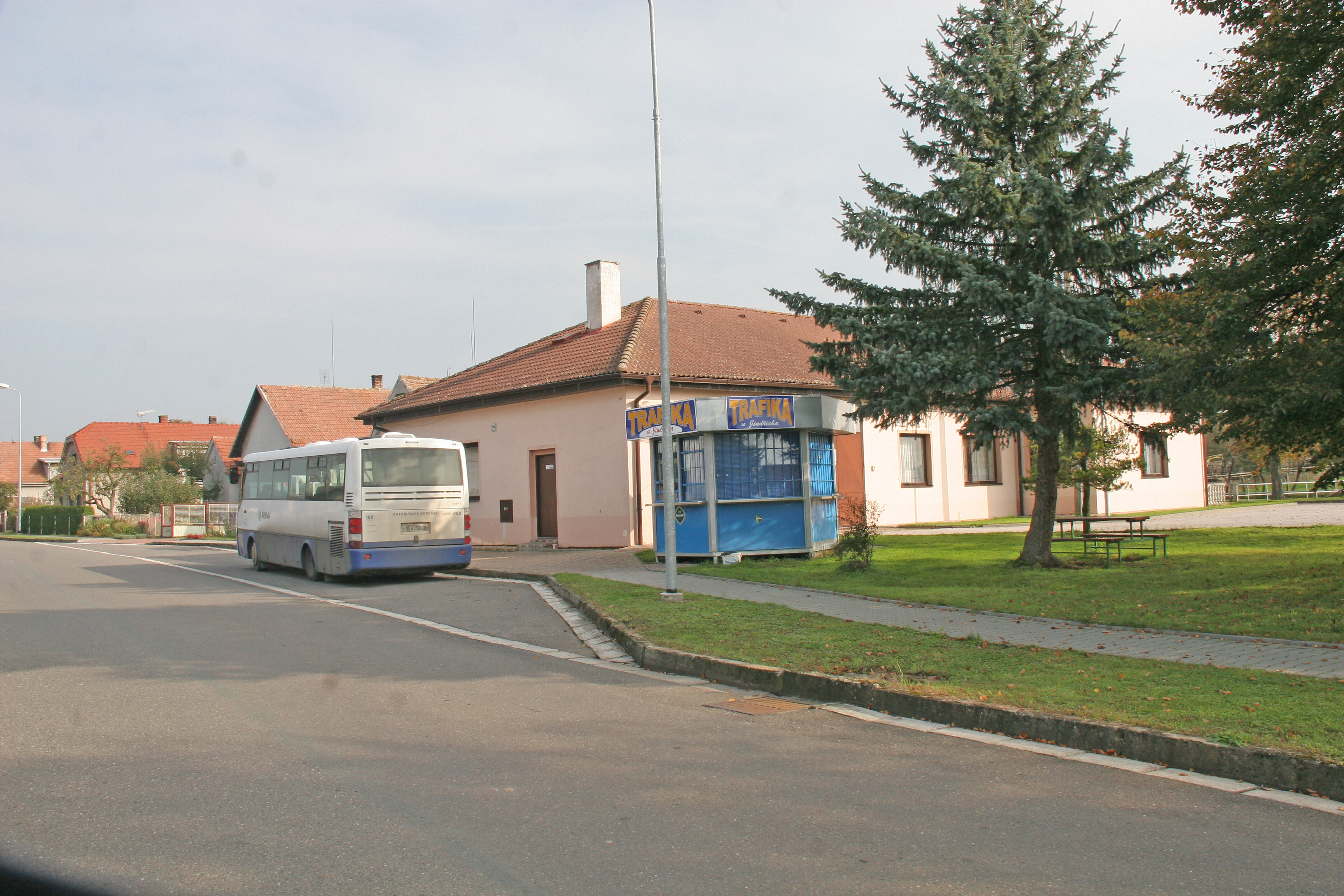
Strašov : la mairie.
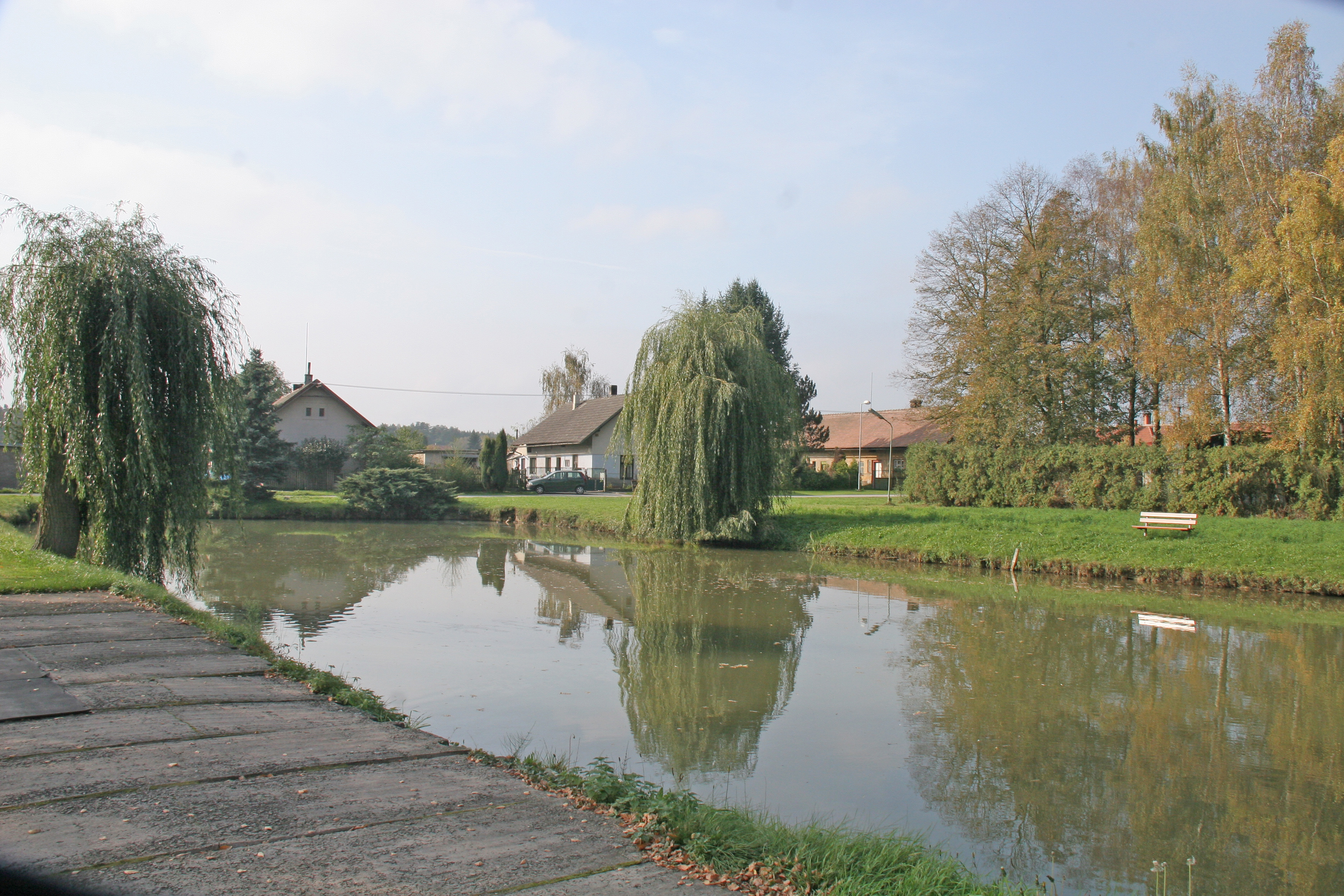
Étang de Strašov.

## Transports
Par la route, Strašov se trouve à 9,5 km de Přelouč, à 24 km de Pardubice et à 96 km de Prague. 